# Arctosa villa
Espèce
Arctosa villa est une espèce d'araignées aranéomorphes de la famille des Lycosidae.

## Distribution
Cette espèce est endémique du Pérou. Elle se rencontre dans la province de Lima et les régions de Lima et de Lambayeque.

## Description
Le mâle holotype mesure 6,41 mm et la femelle paratype 7,92 mm, les mâles mesurent de 6,25 à 7,58 mm et les femelles de 6,92 à 8,75 mm.

## Systématique et taxinomie
Cette espèce a été décrite par Paredes-Munguía, Brescovit et Teixeira en 2024.

## Étymologie
Son nom d'espèce lui a été donné en référence au lieu de sa découverte, Pantanos de Villa.

## Publication originale
- Paredes-Munguía, Brescovit & Teixeira, 2024 : « Revision of Neotropical wolf spider genus Arctosa C.L. Koch, 1847 (Araneae: Lycosidae), with description of seven new species. » Zootaxa, no 5414(1), p. 1-83.